# GeminiJets

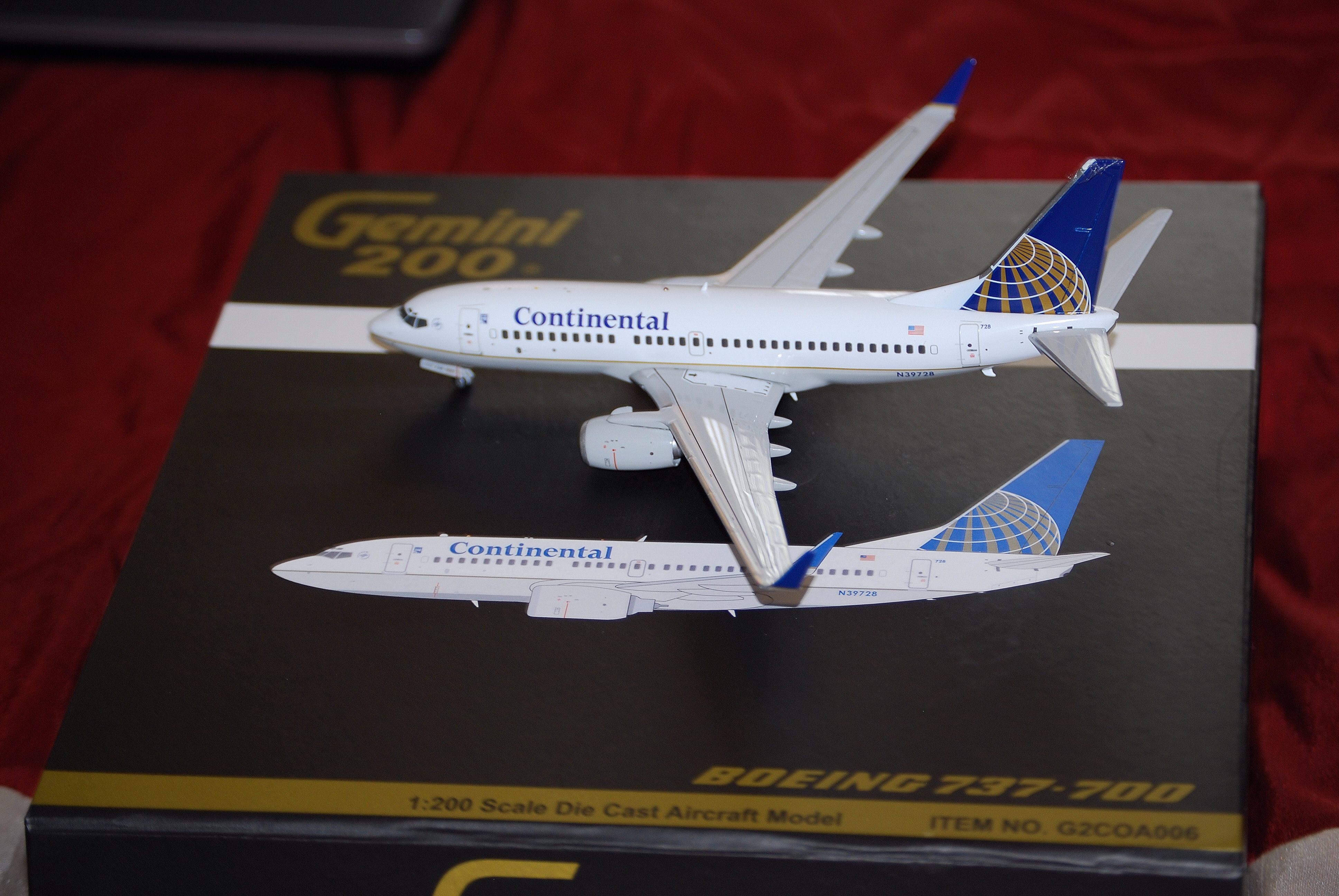
Modelo da Gemini Jets, Continental Airlines, Boeing 737-700 escala 1:200

GeminiJets é uma fabricante de aeromodelos, sediada em Las Vegas, Nevada, Estados Unidos. Foi fundada em 1998, a empresa produz réplicas de aviões comerciais e militares, em várias escalas incluindo as populares 1:400, 1:250, 1:200 e 1:72.